# Elena Molina
Elena Molina (Madrid, 1986) és una directora de cinema espanyola.
Llicenciada en Comunicació Audiovisual per la Universitat Complutense de Madrid, completa la seva formació a la Università Degli Studi di Perugia i a la Universitat Pompeu Fabra, així com en el Màster de Cinema Directe amb Frederick Wiseman (ECAM) i en tallers amb Patricio Guzmán, Belkis Vega i Nicolas Philibert. Ha dirigit els curts documentals Yungay7020 (2021), All I Need Is a Ball (2020) o Laatash (2019) i el llargmetratge Rêve de Mousse, seleccionats i premiats en múltiples festivals internacionals. El 2023 va estrenar la sèrie documental El robo del códice per a RTVE i Remember my name al Festival de Màlaga, el seu segon llargmetratge documental, seleccionat a ESoDoc i en els work in progress de festivals com DOK Leipzig, DocumentaMadrid (premi tall final) i Atlàntida Film Fest (premi millor WIP). El 2023 va dirigir una peça per a «Simfonies de ciutat» (CCCB i Dones Visuals) titulada Querida A.